# لوفرو زفوناريك
لوفرو زفوناريك (مواليد 8 مايو 2005) هو لاعب كرة قدم كرواتي يلعب في مركز خط الوسط في بايرن ميونخ 2.

## روابط خارجية
- لوفرو زفوناريك على موقع الاتحاد الأوربي (الإنجليزية)
- لوفرو زفوناريك على موقع اتحاد كرواتيا (الكرواتية)
- لوفرو زفوناريك على موقع قاعدة بيانات كرة القدم.إي يو (الإنجليزية)
- لوفرو زفوناريك على موقع Soccerbase.com (لاعب) (الإنجليزية)
- لوفرو زفوناريك على موقع Soccerway.com (الإنجليزية)
- لوفرو زفوناريك على موقع عالم كرة القدم.نت (الإنجليزية)